# 格雷格·索金
格雷格·索金（英語：Gregg Sulkin，/ˈsʌlkɪn/；1992年5月29日—），英國男演員。2002年，索金10歲時，其參演了首部影視作品《齊瓦哥醫生》。2006年，索金主演了英國電影《1966年的世界盃》，而索金較為人知曉的作品是演出英國迪士尼頻道影集《課間好時光》及美國迪士尼頻道影集《少年魔法師》。2010年，索金主演了迪士尼頻道原創電影《愛凡隆高校》，同時也演出了《少年魔法師：雙面艾莉絲》與《美少女的謊言》。2014年至2016年間，索金於MTV影集《扮基追靚仔》中擔任主要角色。

## 個人生活
索金生於倫敦，為一名猶太人，並於耶路撒冷西牆完成其猶太成年禮。 索金就讀於北倫敦的海格特学校。
早前索金與同樣出身於迪士尼頻道的貝拉·索恩走得很近，並傳出兩人正在交往的傳聞。於2015年8月，索金與貝拉共同出席2015青少年選擇獎時，證實彼此為男女朋友的事實。 2016年8月，兩人結束了一年多的戀情。

## 事業經歷
索金的出道作為2002年迷你劇《齊瓦哥醫生》。2006年，演出了電影《1966年的世界盃》， 並飾演主角柏尼·魯班斯（Bernie Rubens），其他參演演員則有海倫娜·博納姆·卡特、埃迪·馬桑與凱瑟琳·塔特。 索金亦於英國迪士尼頻道影集《課間好時光》中飾演JJ， 於CBBC兒童科幻節目《珍姐科幻大冒險》（《異世奇人》衍生劇）第三系列「閣樓的瘋女人」中飾演亞當。
索金於迪士尼頻道影集《少年魔法師》中飾演女主角艾莉絲·魯索的狼人男友梅森，其於第三季登場並演出至該劇完結。
索金亦演出驚悚電影《重要人物》。
2010年，索金前往紐西蘭拍攝迪士尼原創電影《愛凡隆高校》，並於2010年11月12日正式首播。索金於FOX足球頻道的足球脫口Live秀中與凱爾·馬蒂諾一同接受採訪時，表示自己是阿森納的粉絲。
索金於《迪士尼全明星賽》中為黃隊。

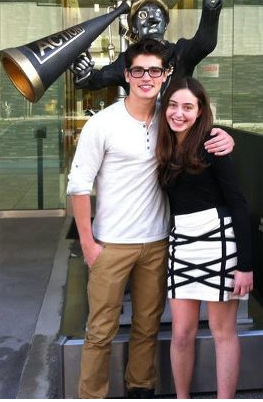
2012年1月，索金與粉絲的合照

2012年，於ABC Family人氣影集《美少女的謊言》中飾演衛斯理·費茲傑羅德。
索金於《少年魔法師：雙面艾莉絲》中繼續飾演梅森，該集於2013年3月15日首播。
2013年2月，索金參演了FOX改編自勞倫·奧利佛撰寫的人氣小說《愛是一種病》之同名影集，並飾演主要角色朱利安·法恩曼（Julian Fineman）。5月8日，該劇未獲FOX系列預訂。
2014年，索金與芮妲·沃爾克、凱蒂·史蒂文斯主演了MTV影集《扮基追靚仔》，並於該劇擔任男主角。同年，和同樣出身迪士尼的艾蜜莉·奧斯蒙合演Lifetime電視電影《女兒的噩夢》。
2015年7月30日，索金與維多利亞·嘉絲蒂共同參與了Spike人氣原創節目《名人對嘴生死鬥》第一季第14集的錄影，於該集中索金對嘴了黑暗樂隊的〈我相信一件事叫愛〉與凱莉絲的〈奶昔〉，並成功打敗維多利亞成為該集對嘴王。
2016年5月18日，在《扮基追靚仔》取消後的一周，MTV訂購了由索金主演、編劇兼製作的《失業人生》（F-Unemployed）。 2016年9月12日，索金成功將其主演的新影集《市區伯爵》（Downtown Earl）賣給了AwesomenessTV，並由他與曾在《少年魔法師》合作過的大衛·亨利主演。

## 作品
| 年度 | 作品           | 角色          | 備註               |
| ---- | -------------- | ------------- | ------------------ |
| 2006 | 1966年的世界盃 | 柏尼·魯班斯   | 主要角色           |
| 2009 | 重要人物       | 少年          |                    |
| 2012 | 白色之蛙       | 藍迪·高德曼   |                    |
| 2013 | 另一個我       | 德魯·弗雷瑟   |                    |
| 2014 | 富貴病         | 狄倫·卡森     | 主要角色           |
| 2015 | 反社會         | 小帝          | 製作中             |
| 2016 | 狀態更新       | 喬許·麥肯泰爾 | 主要角色；製作中   |
| 2016 | 別掛電話       | 山姆·富勒     | 主要角色；拍攝完成 |
| 2016 | 驅逐出境       | 洛恩          | 拍攝中             |
| 2017 | 狀態更新       | 德瑞克·洛威   | 後製中             |

| 年度 | 作品         | 角色          | 備註                               |
| ---- | ------------ | ------------- | ---------------------------------- |
| 2002 | 齊瓦哥醫生   | 瑟尤札        |                                    |
| 2006 | 月亮上的男人 | 麥可·艾爾德林 |                                    |
| 2010 | 愛凡隆高校   | 威爾·威格納   | 主要角色；迪士尼頻道原創電影       |
| 2011 | 15歲的卡蜜拉 | 法蘭克·羅旺   |                                    |
| 2014 | 女兒的噩夢   | 班·伍德斯     | 主要角色；Lifetime電視電影         |
| 2017 | 吸血·愛      | 傑卓安        | 主要角色；製作中；Lifetime電視電影 |

| 年度        | 作品                   | 角色                     | 備註                      |
| ----------- | ---------------------- | ------------------------ | ------------------------- |
| 2006        | 跨越國界               | 自己                     |                           |
| 2007–2008   | 課間好時光             | JJ                       | 主要角色（32集）          |
| 2009        | 珍姐科幻大冒險         | 亞當                     | 2集                       |
| 2010–2012   | 少年魔法師             | 梅森·格雷貝克            | 常設角色（第3–4季；15集） |
| 2011        | 恐懼時刻               | 麥特                     | 1集（第1季第20集）        |
| 2011        | 照過來                 | 自己                     |                           |
| 2012        | 憨管家俏主人           | 哈斯卡爾·達維斯          | 3集                       |
| 2012        | 美少女的謊言           | 衛斯理·費茲傑羅德        | 常設角色（4集）           |
| 2013        | 少年魔法師：雙面艾莉絲 | 梅森·格雷貝克            | 主要角色；1小時特輯       |
| 2013        | 愛是一種病             | 朱利安·法恩曼            | 試播集；取消預訂          |
| 2014–2016   | 扮基追靚仔             | 連恩·布克                | 主要角色（38集）          |
| 2015        | 名人對嘴生死鬥         | 自己                     | 1集（第1季第14集）        |
| 2016        | 生活點滴               | 傑克                     | 1集（第1季第20集）        |
| 2016        | 美味新關係             | 瑞克                     | 1集（第4季第6集）         |
| 2017 - 2019 | 離家童盟               | 蔡斯·史坦                | 主要角色；共三季          |
| TBA         | 失業人生               | TBA                      | 主演；開創兼執行製作      |
| TBA         | 市區伯爵               | 艾許利·厄爾·溫斯卓普公爵 | 主演；開創兼執行製作      |

## 獎項
| 年度 | 大獎         | 獎項                   | 作品       | 結果 |
| ---- | ------------ | ---------------------- | ---------- | ---- |
| 2015 | 青少年選擇獎 | 夏季選擇獎：電視男明星 | 扮基追靚仔 | 提名 |
| 2016 | 青少年選擇獎 | 夏季選擇獎：電視男明星 | 扮基追靚仔 | 提名 |
| 2016 | E!電視挖掘獎 | 最佳喜劇類男演員獎     | 扮基追靚仔 | 獲獎 |

## 外部連結
- 格雷格·索金在互联网电影资料库（IMDb）上的資料（英文）
- 格雷格·索金 （页面存档备份，存于）在MTV
- 格雷格·索金的X（前Twitter）